# Macrocalamus vogeli
Macrocalamus vogeli — вид змій родини полозових (Colubridae). Ендемік Малайзії.

## Поширення і екологія
Macrocalamus vogeli відомі з типової місцевості, розташованої на горі Тахан в штаті Паханг. Вони живуть у вологих гірських тропічних лісах, на висоті від 1645 до 1736 м над рівнем моря.